# Ponte Tromsø

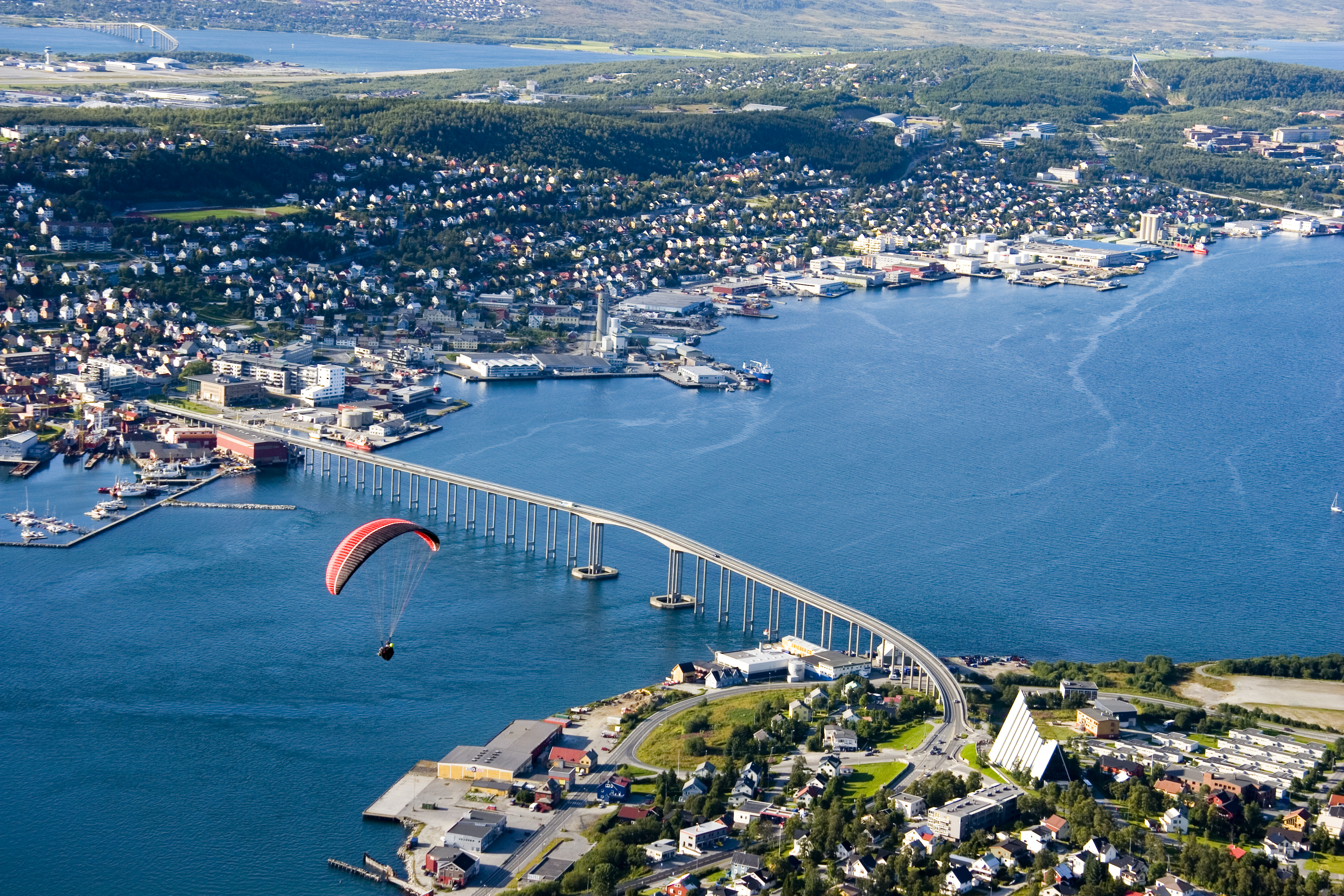
Ponte Tromsø

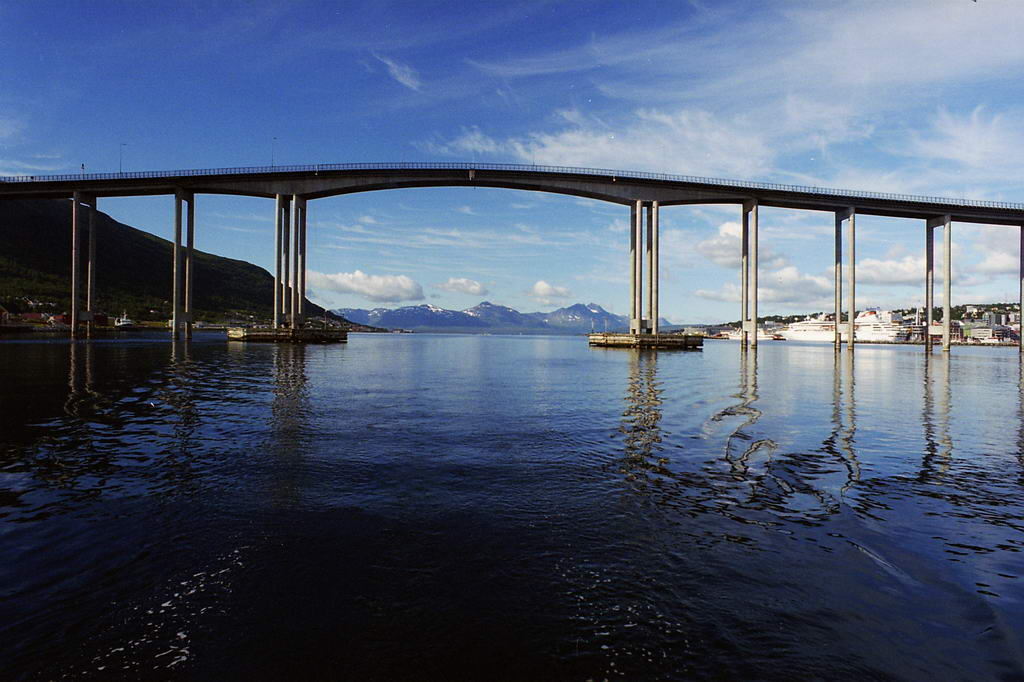
Ponte Tromsø

A ponte Tromsø (em norueguês: Tromsøbrua) é uma ponte cantilever na Noruega que atravessa o estreito Tromsøysundet, indo de Tromsdalen no continente até à cidade de Tromsø na ilha de Tromsøya. Tem uma extensão de 1016 metros, o maior vão livre entre pilares é de 80 metros e a maior altura em relação ao nível do mar é de 38 metros.

A construção começou em 1958, tendo sido inaugurada em 1960.